# Mogens Lykketoft
Axel Mogens Leif Lykketoft (født 9. januar 1946 i København) er en dansk socialdemokratisk politiker, som har været udenrigs-, finans- og skatteminister i forskelige regeringer samt været formand for Folketinget og statsrevisor. Han blev i juni 2015 valgt som formand for FN's 70. generalforsamling fra september 2015 til september 2016. Fra 1. september 2020 er han udpeget som formand for statens transmissionsselskab Energinet.MF fra 1981 til 2019.

## Baggrund
Mogens Lykketoft er søn af farvehandler Axel Lykketoft og Martha Lykketoft.
Mogens Lykketoft er adoptivbarn. Hans biologiske mor blev gravid med sønnen på gården, hvor hun tjente.
Lykketoft gik i mellemskole på Frederiksberg Gymnasium sammen med Georg Metz. De redigerede et skoleblad.
Lykketoft blev matematisk student i 1964 og er uddannet cand.polit. fra Københavns Universitet 1971.
Lykketoft har to døtre, Maja (født 1969) og Kit (født 1972) samt fem drengebørnebørn. Han var 1987-2004 gift med tidligere kulturminister Jytte Hilden og giftede sig 25. juli 2005 med journalist Mette Holm. Brylluppet fandt sted i Grønland.
Parret bor i Taarbæk.

## Politisk karriere
Lykketoft blev ansat i Arbejderbevægelsens Erhvervsråd i 1966 og var afdelingsleder fra 1975 til 1981. Han har været sekretær i LO's ØD- og skatteudvalg og »hvidbogsudvalget« om boligpolitik.
1965-1970 sad han i ledelsen for Frit Forum - Socialdemokratiske Studerende, hvor han var landsformand 1968-1969.
Socialdemokratiet i Amagerkredsen opstillede Lykketoft som folketingskandidat i 1980.
Han overtog posten som minister for skatter og afgifter (skatteminister) i Anker Jørgensens regering efter Karl Hjortnæs den 20. januar 1981,
og med sit fipskæg blev han hurtig et let genkendeligt ansigt i landspolitikken.
Han blev valgt ind i Folketinget ved Folketingsvalget 1981 for Københavns Amtskreds.
Lykketoft var minister for skatter og afgifter til 10. september 1982, da Anker Jørgensens regering trådte tilbage til fordel for Firkløverregeringen.
I 1989 skiftede Lykketoft kreds til Glostrupkredsen.
Lykketofts mange partihverv siden 1965 tæller bl.a.:
- Medredaktør af arbejds- og principprogrammer
- Socialdemokratiets politisk-økonomiske ordfører og finanspolitiske ordfører (1988-1991)
- Politisk ordfører (1991-93 og igen fra 2001)

Lykketoft har desuden været medlem af bl.a. Indkomstskatteudvalget (1975-77) og Ligningsrådet (1976-81 og 1984-93). Han var herudover formand for Folketingets Skatte- og Afgiftsudvalg (1984-86), for Folketingets Erhvervsudvalg (1987-88) og for Folketingets Politisk-Økonomiske Udvalg (1988-90)

### Finansminister
Da Socialdemokratiet fik regeringsmagten i 1993 efter Tamil-sagen, blev han finansminister den 25. januar i Poul Nyrup Rasmussens regering. Han sad på posten til 21. december 2000, hvor han blev udenrigsminister.
I 1990'erne oprettede han i samarbejde med departementschefen Anders Eldrup regeringens økonomiudvalg (Ø-udvalget), der har gjort Finansministeriet til et magtfuldt ministerium.
Mens Lykketoft var i regering, steg det offentlige forbrug årligt med gennemsnit 2,4 %.
I hans tid som finansminister blev det danske telemarked liberaliseret, og Nyrup-regeringen solgte statens aktiepost i Tele Danmark. Over ti år senere fortalte Lykketoft, at han fortrød salget af Danmarks kobbernet (den fysiske infrastruktur): "Jeg må erkende, at vi ikke tilstrækkeligt grundigt vurderede fordele og ulemper ved nok at sælge selskabet, men beholde kobberet - den fysiske infrastruktur."
I 1996 i Lykketofts tid som finansminister forhandlede ministeriet også salget af Datacentralen til det amerikanske firma Computer Sciences Corporation på plads, et salg på 500 millioner. Salget skete på trods af advarsler fra Forsvarets Efterretningstjeneste om at overlade kontrollen med de personfølsomme data om Danmarks borgere, der var gemt i Datacentralens systemer, til et amerikansk firma.
I 1999 afførte problematikken folketingsspørgsmål fra Enhedslistens Frank Aaen, og som finansminister svarede Lykketoft: "Forsvarets Efterretningstjeneste og Politiets Efterretningstjeneste er ikke blevet hørt i anledning af salgene af aktier i Tele Danmark og Datacentralen. Finansministeriet har ingen oplysninger om, at køberne skulle have nære forbindelser med amerikansk efterretningstjeneste" og "Telefoni og IT er i dag konkurrenceområder med en række forskellige udbydere, hvoraf nogle er udenlandsk ejet. De offentlige hensyn til bl.a. registersikkerhed sikres gennem offentlig regulering og kontrol og ikke gennem ejerskab af bestemte tele- og IT-virksomheder."
Som finansminister gennemførte Lykketoft en efterlønsreform i 1998. Den gjorde regeringen upopulær og var nok medvirkende til, at Socialdemokraterne tabte regeringsmagten ved Folketingsvalget i 2001.

### Partiformand
Et år efter at Poul Nyrup Rasmussen havde tabt regeringsmagten ved Folketingsvalget 2001, overlod han formandsposten for Socialdemokraterne til Lykketoft. Lykketoft førte partiet frem til Folketingsvalget 2005, men det lykkedes ikke at vinde regeringsmagten tilbage. Lykketofts kamp for at vinde dette valg blev skildret i Christoffer Guldbrandsens dokumentarfilm Lykketoft finale.
Lykketoft var udenrigspolitisk ordfører fra 2005 til 2009.
I 2007 skiftede han kreds til opstilling i Taastrupkredsen og blev genvalgt til Folketinget ved Folketingsvalget 2007 den 13. november, nu for Københavns Omegns Storkreds. Ved valget fik han 7.432 personlige stemmer.
Ved Folketingsvalget den 15. september 2011 modtog Lykketoft 9.181 personlige stemmer.

### Folketingets formand
Efter valget var der spekulationer om Lykketoft som finans- eller udenrigsminister i Helle Thorning-Schmidts regering. I stedet for en ministerpost blev han Folketingets formand.
Et par måneder efter valget til formandsposten den 8. december 2011 kunne Lykketoft fejre 30 års jubilæum i Folketinget.

I december 2012 fremsatte han som formand et ønske om at indføre en ny debatform i Folketinget. Lykketoft var inspireret af onsdagsdebatterne i det britiske Underhus, hvor oppositionens leder har en halv time til at udspørge premierministeren, og Lykketofts mål var at gøre folketingsdebatterne mere interessante:
| „ | Vi er nødt til at eksperimentere med, hvordan vi gør folketingsdebatterne mere interessante, Jeg vil prøve at gøre det mere spændende for borgerne ved at ændre på debatformen i Folketinget, og der er ingen tvivl om, at det er mest interessant, når topfolkene duellerer. | “ |

Det tog lang tid for Lykketoft at få aftalen på plads, men den 8. oktober 2013 blev debatformen gennemført. Det blev dog uden tilråb, som det kendes fra Underhuset og med partiledere, der i første omgang ikke virkede tilstrækkeligt forberedt på den nye opgave.

### Formand for FN's generalforsamling
I marts 2013 indstillede udenrigsminister Villy Søvndal Lykketoft som Danmarks kandidat til posten som formand for FN's generalforsamling 2015–2016. I november 2014 blev Lykketoft indstillet til denne post af FN's vestlige gruppe. Mandag den 15. juni 2015 blev han valgt til formand for FN's generalforsamling.

### MF
Mogens Lykketoft vendte 30. september tilbage til Folketinget, hvor han ved Socialdemokratiets kongres 25. september havde meddelt, at han ville fortsætte som kandidat til næste valg:
- Jeg kan huske, jeg var til årsmøde første gang i den her hal i 1967. I dag er 47. gang i løbet af de sidste 50 år, at jeg har talt til årsmøder og kongresser. Jeg meldte mig ind i Socialdemokratiet og var socialdemokratisk aktivist for 52 år siden - det har jeg været lige siden. Jeg har kæmpet for, jeg har forklaret, jeg har forsvaret, og jeg har udviklet dette partis politik gennem 50 år, sagde Mogens Lykketoft, inden ordene faldt: - I 35 år, halvdelen af mit liv, har jeg været valgt til Folketinget. Fra 1. oktober og frem til næste valg, hvad enten det så kommer før eller siden, vil jeg være tilbage på min plads i Folketinget. Noget andet er, at jeg for nogle måneder siden har orienteret min kredsbestyrelse, at næste gang, 13. gang, stiller jeg ikke op til nyvalg.
Det skrev DR søndag 25. september efter Lykketofts udmelding.

### En af De fantastiske Fire
Mogens Lykketoft regnes tit for at være en af de fire betydende (kaldet De fantastiske Fire) socialdemokrater fra den såkaldte gyldne generation. De andre er Ritt Bjerregaard og Poul Nyrup Rasmussen samt Svend Auken. De fire udgjorde sammen socialdemokratiets ledelse efter, at Anker Jørgensen stoppede som formand i 1987.

## Debattør
Siden d. 21. maj 2010 har Mogens Lykketoft sammen med tidligere udenrigsminister Uffe Ellemann-Jensen været medvært på det ugentlige udenrigsmagasin Ellemann|Lykketoft på TV 2 NEWS. Magasinet ophørte i eftersommeren 2016.

## Eksterne kilder og henvisninger
- Wikimedia Commons har flere filer relateret til Mogens Lykketoft
- Mogens Lykketoft på Internet Movie Database (engelsk)
- Mogens Lykketoft på Filmdatabasen
- Mogens Lykketoft på danskfilmogtv.dk
- Mogens Lykketoft på The Movie Database (engelsk)

- Lykketoft.dk
- Mogens Lykketoft på Folketingets hjemmeside
- DRs politiske profil for Mogens Lykketoft
- Gammelt portrætbillede